# Femeile singure din China

Sheng nu (chineză: 剩女, pinyin: shèngnǚ), tradus în engleză prin termenul "leftover women" or "leftover ladies", denumește acea categorie de femei care, deși au îndeplinit vârsta adecvată pentru a se căsători, se găsesc în ipostaza opusă celei descrise. În chineză, cuvânul „shèng” denumește o mică cantitate rămasă în urma consumului unui produs sau un exces de producție sau de ofertă în raport cu cererea. Prin alăturarea cu cuvântul "女" (pinyin: nǚ), termenul descrie femeile care rămân nevăzute în fața bărbaților, un stereotip des întâlnit în societatea chineză. Ministerul Educației din China a adoptat termenul ca parte a lexiconului său oficial în anul 2007.
Termenul shèngnǚ descrie femeia la 27 de ani sau mai mult, din mediul urban, cu un loc de muncă bun și cu o educație înaltă, dar care este încă singură. Motivul pentru care aceste femei sunt încă singure este acela că standardele lor în găsirea unui soț cresc, iar șansele de a găsi unul scad pe măsură ce trece timpul.

## Tipuri de femei singure
De asemenea, există și termenul de „leftover men” (Chineză: 剩男, pinyin: shèngnán), însă motivul existenței acestei categorii este altul. Datele demografice arată că bărbații sunt cu 39 milioane mai mulți decât femeile, iar acest lucru înseamnă 5% din bărbații din China vor întâmpina greutăți în a-și găsi o parteneră de viață. Politica unui singur copil a Chinei, dar și preferința pentru băieți în detrimentul fetelor, a dus la scăderea șanselor pentru bărbați de a-și găsi o soție.
Agenția de stat All-China's Women Federation descrie în articolul „Vezi cărei categorii de femei părăsite aparții”, existența a 3 categorii de femei necăsătorite: femeile cu vârsta cuprinsă între 25 și 27 ani fac parte din categoria femeilor care încă luptă pentru găsirea unui soț (Chineză: 剩战士, pinyin: shèng zhànshì), femeile cu vârsta cuprinsă între 28 și 30 ani fac parte din categoria femeilor care trebuie să triumfe (Chineză: 必胜客, pinyin: bìshèngkè) și ultima categorie, cea a femeilor cu vârsta peste 35 ani care luptă din răsputeri să își găsească un soț (Chineză: 大师级剩女, pinyin: dàshī jí shèngnǚ). Statisticile arată că 90% din femeile din China se căsătoresc înainte de a împlini vârsta de 30 ani.Din 1982, situația a continuat să se schimbe, astfel că 5% dintre femeile din China cu vârste cuprinse între 25 și 29 de ani erau necăsătorite, procentul dublându-se până în anul 1995. În categoria celor care trebuiau să se căsătorească cât mai curând făceau parte 2% din femeile din China, iar 26 de ani mai târziu, procentul a crescut la 6%.
Campania statului chinez care scoate în evidență situația femeilor singure este un efort de a asigura stabilitatea socială. O multitudine de reclame televizate și fotografii care înfățișează aceste femei singure sunt promovate de statul chinez. Există un tip bine definit: femeia educată, de succes, care a pus carierea profesională în fața încercărilor de a găsi un soț. Acest lucru evidențiază un alt aspect: faptul că femeia chineză este o femeie educată și acest lucru prezintă un mare progres. Deși ponderea adulților cu studii superioare rămâne scăzută în Republica Populară Chineză, aceasta a crescut în mod semnificativ în ultimele decenii. Jumătate dintre absolvenții de studii superioare din China au fost femei în anul 2013.
O barieră încă existentă, care îi împiedică pe bărbații și femeile singure să se întâlnească, sunt percepțiile tradiționale despre căsătorie. Stereotipul bărbatului puternic și a femeii slabe, este prezent în mintea multor persoane. Dacă un bărbat își dorește o parteneră de viață blândă și caldă, nu același lucru s-ar putea spune și despre femei, care își doresc parteneri de viață realizați din punct de vedere profesional și cu aceleași perspective de viitor. Statul chinez pune o mare presiune pe femeile tinere nemăritate și nu este de mirare că apar din ce în ce mai multe cazuri în care femeile se confruntă cu critici din partea familiei, a prietenilor și a societății. Pe de altă parte, există și problemele bărbaților care întâmpină dificultăți în găsirea unei soții, având în vedere că numărul acestora depășește numărul femeilor.

## Târgurile de căsătorie din China
Tineri din ce în ce mai ocupați, o discrepanță între populația masculină și cea feminină creată de politica chineză privind un copil și presiunea socială de a se căsători înaintea vârstei de 30 de ani, creează fenomene și evenimente aparte. Căsătoria nu este dorită numai de stat pentru a asigura stabilitatea societății, ci și de părinții tinerilor chinezi, lipsa acesteia fiind considerată o lipsă de respect la adresa familiei, iar femeile sunt considerate "incomplete" în absența unui soț. Femeile din mediul urban se confruntă cu presiuni din partea rudelor, cât și a părinților, iar presiunea este atât de mare încât acestea sunt considerate prea pretențioase. 
Astfel, au apărut în mai multe zone ale țării "târguri de căsătorie". Cel mai renumit târg se află în Shanghai, care a început să funcționeze în anul 2004, în timp ce părinții au observat că se întâlnesc oricum pentru diferite evenimente. În fiecare weekend, părinții care speră să găsească un partener potrivit pentru copiii lor se îndreaptă spre Parcul Zhongshan din apropierea Orașului Interzis. Acolo, părinții aduc afișe care menționează detaliile ce îi descriu pe copiii lor: vârsta, studiile, jobul pe care îl au, locuința, zodia etc, dar și fotografii ale acestora. De asemenea, aceștia specifică și calitățile pe care le caută la viitorul ginere sau la viitoarea noră.
Deși piața a devenit extrem de populară, estimându-se mai mult de 1000 de persoane în fiecare zi de weekend, majoritatea părinților trebuie să se întoarcă, luna după lună, an după an. Aceste preocupări ale părinților nu sunt totuși lipsite de merite. Într-o societate în care singurătatea după treizeci de ani este foarte stigmatizată, Academia Chineză de Științe Sociale estimează că mai mult de 24 de milioane de bărbați chinezi vor fi singuri în 2020. 

## Campania unui singur copil
O cauză importantă a fenomenului descris este și politica statului chinez care prevedea că fiecărei familii îi este permis să aibă un singur copil. Politica a fost introdusă în 1979 pentru a atenua problemele sociale, economice și de mediu din China. Această restricție viza în special familiile din zonele urbane. Acest fenomen era controlat și ținut sub observație de federația chineză a femeilor, iar controlul a fost unul abuziv, deoarece femeile erau obligate să facă avorturi. Lu Pin, editorul ziarului online Women's Voice, a declarat că politica Chinei combinată cu o preferință în cultura tradițională chineză pentru moștenitorii de sex masculin, a căror datorie este să aibă grijă de părinții lor în vârstă a influențat numărul tot mai marea nou-născuților de sex masculin. În zonele rurale, politica permitea anumite modificări, astfel încât, cuplurile aveau dreptul la al doilea copil dacă prima era fată. În cazul în care primul-născut era băiat, cuplurilor nu le era permis să aibă un copil.
Criza populației masculine din China care nu reușește să își găsească o soție reprezintă o problemă care deja este prezentă în societatea chineză, conform Biroului Național de Statistică. Această inegalitate temporală dintre femei și bărbați va afecta populația și generațiile viitoare. Deoarece femeile sunt cele care dau naștere, numărul redus al acestora va afecta rata nașterilor, care, mai mult de atât va influența în mod decisiv numărul populației totale, populația privită prin prisma ideii de forță de muncă. În mod inevitabil, populația Chinei se va confrunta cu o îmbătrânire rapidă și un număr tot mai mic al populației tinere. În 2013, odată cu fuziunea Comisiei Naționale pentru Populație și Planificare Națională și a Ministerului Sănătății s-a format o nouă Comisie Națională de Planificare a Sănătății și Populației în luna martie. În luna noimbrie a anului s-a anunțat o relaxare parțială a politicii privind existența unui singur copil într-o familie, astfel China a pornit o călătorie care poate pune capăt celei mai extreme și controversate politici de control al nașterii în istoria omenirii.